# Cottus rhotheus
Cottus rhotheus és una espècie de peix pertanyent a la família dels còtids.

## Descripció
- Fa 15,5 cm de llargària màxima (normalment, en fa 6,8).[2][3][4]

## Hàbitat
És un peix d'aigua dolça, demersal i de clima temperat (52°N-42°N).

## Distribució geogràfica
Es troba a Nord-amèrica: el Canadà i els Estats Units, incloent-hi els rius Fraser i Colúmbia.

## Observacions
És inofensiu per als humans.